# Тонлесап (река)
Тонлесап (кхмер. បឹងទន្លេសាប) — река в Камбодже, правый приток реки Меконг. Длина — 120-147 км (в сезон дождей — около 65 км), площадь бассейна — 85790 км². Вытекает из озера Тонлесап, протекает по Камбоджийской равнине. Во время летнего половодья уровень Меконга повышается, и Тонлесап течёт в обратную сторону, пополняя озеро Тонлесап.
Когда Тонлесап меняет направление своего течения, в Пномпене проводится Фестиваль воды — Бон Ом Тук,- что можно перевести как «Фестиваль изменяющегося течения».

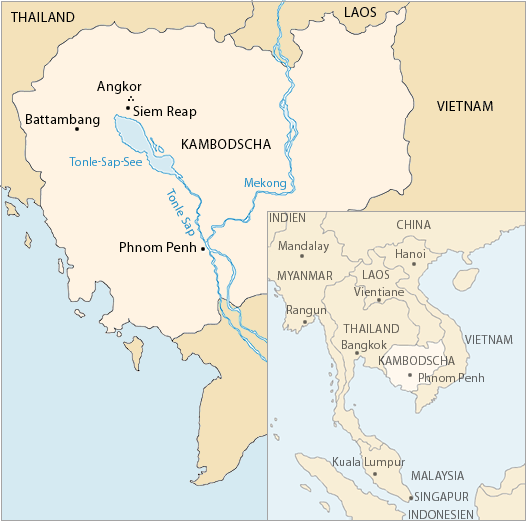
Карта Камбоджи; выделены реки Меконг и Тонлесап, а также озеро Тонлесап